# アルトゥール・ガチンスキー
アルトゥール・アンドレエヴィチ・ガチンスキー（ロシア語: Артур Андреевич Гачинский, 英語: Artur Andreyevich Gachinski, 1993年8月13日 - ）は、ロシアの男性元フィギュアスケート選手（男子シングル）。
2011年世界選手権3位。2012年欧州選手権2位。
母方の姓ヒーリ（ロシア語: Хиль）でも競技歴があるが、父親の希望で父方の姓ガチンスキー（ロシア語: Гачинский）を名乗ることになった。

## 人物
ロシアの首都モスクワで生まれる。2002年からホームリンクのあるサンクトペテルブルクで家族と暮らしている。
趣味はインターネット、コンピューターゲーム、釣り、劇場通い、スノーボードなど。読書も趣味の一つでとりわけフィクションを好んでいる。好きな教科は数学。好きなフィギュアスケート選手はエフゲニー・プルシェンコ。幼少期にはロシアのメディアから「プルシェンコ2世」として紹介され、注目を浴びた。

## 経歴
6歳の時にローラーブレードを買ってもらい、2000年からフィギュアスケートを学び始めた。
2002年、アレクセイ・ウルマノフ、アレクセイ・ヤグディン、エフゲニー・プルシェンコなど数々のオリンピックチャンピオンを育てた、ロシアを代表する名伯楽アレクセイ・ミーシンの門下生となり、9歳で母親とサンクトペテルブルクに移住。
まだジュニア年齢にも達していない2006年グランプリファイナルのエキシビションで3回転アクセルを跳び観客を驚かせた。
2008-2009シーズン、11月に開催されたゴールデンスピンでシニアの国際大会デビュー、8位。2月の世界ジュニア選手権はインフルエンザにより出場を辞退した。
2009-2010シーズン、ミンスクアイスでジュニアグランプリシリーズ初優勝。翌年3月の世界ジュニア選手権では初出場ながら銅メダルを獲得した。
2010-2011シーズン、シニアのグランプリシリーズにデビュー。ロシア選手権では銀メダルを獲得。欧州選手権ではロシア選手権で敗れたコンスタンチン・メンショフを上回る5位の成績で、世界選手権の代表に決まった。4月、東日本大震災によって急遽自国ロシアでの開催となった世界選手権に初出場し、銅メダルを獲得。ロシアに男子シングル選手としては7年ぶりとなる世界選手権のメダルをもたらした。
2011-2012シーズン、グランプリシリーズではジャンプのミスが響きファイナルへの進出を逃すも、欧州選手権ではSP、FS合わせて3回の4回転トウループに成功、銀メダルを獲得。しかし世界選手権では大会直前の靴トラブルの影響もあってか、SP冒頭のコンビネーションジャンプが2回転トウループ-2回転トウループとなるなど失敗、FSでも2度の転倒やジャンプ以外の要素のミスが目立ち、総合18位に沈んだ。
2012-2013シーズン、2013-2014シーズンは2年連続でロシア選手権の表彰台を逃す。2014年1月、モスクワに練習拠点を移しタチアナ・タラソワにコーチを変更した。また、アレクサンドル・ウスペンスキーやマキシム・ザボジンとも仕事を始めた。
2015-2016シーズン、ロステレコム杯へエントリーされたが手首の怪我で欠場。手首の怪我が回復することはなく、アマチュアからの引退を決意した。

## 主な戦績
シニア
| 大会/年            | 2010-11 | 2011-12 | 2012-13 | 2013-14 | 2014-15 |
| ------------------ | ------- | ------- | ------- | ------- | ------- |
| 世界選手権         | 3       | 18      |         |         |         |
| 欧州選手権         | 5       | 2       |         |         |         |
| ロシア選手権       | 2       | 2       | 4       | 6       | 6       |
| GPロステレコム杯   | 6       | 5       | 7       | 6       | 8       |
| GPスケートアメリカ |         |         |         | 8       | 9       |
| GPスケートカナダ   | 7       |         | 9       |         |         |
| GP中国杯           |         | 5       |         |         |         |
| ユニバーシアード   |         |         |         |         | 3       |
| ゴールデンスピン   |         |         |         | 2       |         |
| フィンランディア杯 | 1       |         |         | 3       |         |
| トリグラフ杯       |         |         | 1       |         |         |
| ニース杯           | 1       |         |         |         |         |

ノービス-ジュニア
| 大会/年               | 2004-05 | 2005-06 | 2006-07 | 2007-08 | 2008-09 | 2009-10 |
| --------------------- | ------- | ------- | ------- | ------- | ------- | ------- |
| 世界Jr.選手権         |         |         |         |         |         | 3       |
| ロシア選手権          |         |         | 14      | 9       | 10      | 13      |
| ニース杯              | 1 N     |         | 2 N     | 1 J     |         | 1       |
| ゴールデンスピン      |         |         |         | 8       |         |         |
| ロシアJr.選手権       |         | 3       | 8       |         | 2       | 1       |
| JGPファイナル         |         |         |         | 8       | 8       | 6       |
| JGP B.シュベルター杯  |         |         |         | 4       |         | 2       |
| JGPミンスクアイス     |         |         |         |         |         | 1       |
| JGPジョン・カリー記念 |         |         |         |         | 4       |         |
| JGPマドリード杯       |         |         |         |         | 2       |         |
| JGPタリン杯           |         |         |         | 2       |         |         |

### 詳細
| 2014-2015 シーズン    |                                                  |         |           |          |
| 開催日                | 大会名                                           | SP      | FS        | 結果     |
| 2015年2月4日 - 14日   | ユニバーシアード冬季競技大会（グラナダ）         | 2 73.78 | 2 142.81  | 3 216.59 |
| 2014年12月24日 - 28日 | ロシアフィギュアスケート選手権（ソチ）           | 5 80.69 | 7 141.38  | 6 222.07 |
| 2014年11月14日 - 16日 | ISUグランプリシリーズ ロステレコム杯（モスクワ） | 8 74.13 | 9 127.13  | 8 201.26 |
| 2014年10月24日 - 26日 | ISUグランプリシリーズ スケートアメリカ（シカゴ） | 6 75.71 | 10 124.42 | 9 200.13 |

| 2013-2014 シーズン    |                                                      |          |          |          |
| 開催日                | 大会名                                               | SP       | FS       | 結果     |
| 2013年12月22日 - 27日 | ロシアフィギュアスケート選手権（ソチ）               | 12 69.10 | 5 155.07 | 6 224.17 |
| 2013年12月5日 - 8日   | 2013年ゴールデンスピン（ザグレブ）                   | 2 76.77  | 2 152.78 | 2 229.55 |
| 2013年11月22日 - 24日 | ISUグランプリシリーズ ロステレコム杯（モスクワ）     | 5 72.18  | 6 139.31 | 6 211.49 |
| 2013年10月18日 - 20日 | ISUグランプリシリーズ スケートアメリカ（デトロイト） | 8 69.81  | 7 138.35 | 8 208.16 |
| 2013年10月4日 - 6日   | 2013年フィンランディア杯（エスポー）                 | 6 67.34  | 3 145.56 | 3 212.90 |

| 2012-2013 シーズン    |                                                    |         |          |          |
| 開催日                | 大会名                                             | SP      | FS       | 結果     |
| 2013年3月27日 - 31日  | 2013年トリグラフトロフィー（ブレッド）             | 1 71.64 | 1 138.51 | 1 210.15 |
| 2012年12月24日 - 28日 | ロシアフィギュアスケート選手権（ソチ）             | 4 74.58 | 4 152.88 | 4 227.46 |
| 2012年11月9日 - 11日  | ISUグランプリシリーズ ロステレコム杯（モスクワ）   | 5 74.07 | 7 135.77 | 7 209.84 |
| 2012年10月26日 - 28日 | ISUグランプリシリーズ スケートカナダ（ウィンザー） | 7 69.74 | 7 129.84 | 9 199.58 |

| 2011-2012 シーズン     |                                                            |          |           |           |
| 開催日                 | 大会名                                                     | SP       | FS        | 結果      |
| 2012年3月26日 - 4月1日 | 2012年世界フィギュアスケート選手権（ニース）               | 16 68.50 | 18 136.56 | 18 205.06 |
| 2012年1月23日 - 29日   | 2012年ヨーロッパフィギュアスケート選手権（シェフィールド） | 1 84.80  | 2 161.47  | 2 246.27  |
| 2011年12月24日 - 28日  | ロシアフィギュアスケート選手権（サランスク）               | 2 83.52  | 2 166.06  | 2 249.58  |
| 2011年11月25日 - 27日  | ISUグランプリシリーズ ロステレコム杯（モスクワ）           | 5 74.73  | 4 146.70  | 5 221.43  |
| 2011年11月3日 - 6日    | ISUグランプリシリーズ 中国杯（上海）                       | 1 81.64  | 6 140.90  | 5 222.54  |
| 2011年10月1日          | 2011年ジャパンオープン（さいたま）                         | -        | 2 152.71  | 2 団体    |

| 2010-2011 シーズン     |                                                      |         |          |          |
| 開催日                 | 大会名                                               | SP      | FS       | 結果     |
| 2011年4月25日 - 5月1日 | 2011年世界フィギュアスケート選手権（モスクワ）       | 4 78.34 | 3 163.52 | 3 241.86 |
| 2011年1月24日 - 30日   | 2011年ヨーロッパフィギュアスケート選手権（ベルン）   | 3 73.76 | 6 142.31 | 5 216.07 |
| 2010年12月25日 - 29日  | ロシアフィギュアスケート選手権（サランスク）         | 9 64.75 | 2 146.53 | 2 211.28 |
| 2010年11月19日 - 21日  | ISUグランプリシリーズ ロステレコム杯（モスクワ）     | 4 72.41 | 7 130.53 | 6 202.94 |
| 2010年10月29日 - 31日  | ISUグランプリシリーズ スケートカナダ（キングストン） | 7 66.57 | 7 137.51 | 7 204.08 |
| 2010年10月13日 - 17日  | 2010年ニース杯（ニース）                             | 1 77.91 | 1 156.25 | 1 234.16 |
| 2010年10月7日 - 10日   | 2010年フィンランディア杯（ヴァンター）               | 3 63.54 | 1 142.98 | 1 206.52 |

| 2009-2010 シーズン      |                                                                |          |           |           |
| 開催日                  | 大会名                                                         | SP       | FS        | 結果      |
| 2010年3月8日 - 14日     | 2010年世界ジュニアフィギュアスケート選手権（ハーグ）           | 6 65.20  | 3 133.99  | 3 199.19  |
| 2010年2月3日 - 6日      | ロシアジュニアフィギュアスケート選手権（サランスク）           | 1 72.06  | 1 140.79  | 1 212.85  |
| 2009年12月24日 - 26日   | ロシアフィギュアスケート選手権（サンクトペテルブルク）         | 14 59.84 | 12 120.15 | 13 179.99 |
| 2009年12月3日 - 6日     | 2009/2010 ISUジュニアグランプリファイナル（東京）              | 5 62.44  | 6 115.59  | 6 178.03  |
| 2009年11月4日 - 8日     | 2009年ニース杯（ニース）                                       | 2 65.45  | 2 124.14  | 1 189.59  |
| 2009年9月30日 - 10月4日 | ISUジュニアグランプリ ブラオエン・シュベルター杯（ドレスデン） | 1 63.67  | 2 120.22  | 2 183.89  |
| 2009年9月23日 - 27日    | ISUジュニアグランプリ ミンスクアイス（ミンスク）               | 1 61.01  | 2 117.66  | 1 178.67  |

| 2008-2009 シーズン    |                                                            |          |          |           |
| 開催日                | 大会名                                                     | SP       | FS       | 結果      |
| 2009年1月28日 - 31日  | ロシアジュニアフィギュアスケート選手権（サランスク）       | 2 71.81  | 2 125.52 | 2 197.33  |
| 2008年12月24日 - 28日 | ロシアフィギュアスケート選手権（カザン）                   | 13 57.03 | 9 121.83 | 10 178.86 |
| 2008年12月10日 - 14日 | 2008/2009 ISUジュニアグランプリファイナル（高陽）          | 6 62.20  | 8 106.48 | 8 168.68  |
| 2008年11月13日 - 16日 | 2008年ゴールデンスピン（ザグレブ）                         | 6 57.46  | 7 102.87 | 8 160.33  |
| 2008年10月15日 - 18日 | ISUジュニアグランプリ ジョン・カリー記念（シェフィールド） | 4 60.19  | 4 115.60 | 4 175.79  |
| 2008年9月24日 - 28日  | ISUジュニアグランプリ マドリード杯（マドリード）           | 5 51.57  | 1 121.31 | 2 172.88  |

| 2007-2008 シーズン    |                                                                |          |          |          |
| 開催日                | 大会名                                                         | SP       | FS       | 結果     |
| 2008年1月3日 - 7日    | ロシアフィギュアスケート選手権（サンクトペテルブルク）         | 12 55.48 | 8 114.50 | 9 169.98 |
| 2007年12月6日 - 9日   | 2007/2008 ISUジュニアグランプリファイナル（グダニスク）        | 5 58.77  | 8 93.32  | 8 152.09 |
| 2007年10月18日 - 21日 | 2007年ニース杯 ジュニアクラス（ニース）                        | 1 54.78  | 1 107.83 | 1 162.61 |
| 2007年10月10日 - 14日 | ISUジュニアグランプリ ブラオエン・シュベルター杯（ケムニッツ） | 3 57.18  | 5 108.58 | 4 165.76 |
| 2007年9月20日 - 23日  | ISUジュニアグランプリ タリン杯（タリン）                       | 2 57.25  | 3 113.58 | 2 170.83 |

| 2006-2007 シーズン   |                                            |          |           |           |
| 開催日               | 大会名                                     | SP       | FS        | 結果      |
| 2007年1月4日 - 7日   | ロシアフィギュアスケート選手権（モスクワ） | 18 47.95 | 11 113.76 | 14 161.71 |
| 2006年11月9日 - 11日 | 2006年ニース杯 ノービスクラス（ニース）    | 1 46.09  | 2 73.15   | 2 119.24  |

| 2004-2005 シーズン  |                                         |    |    |      |
| 開催日              | 大会名                                  | SP | FS | 結果 |
| 2004年11月4日 - 7日 | 2004年ニース杯 ノービスクラス（ニース） | 1  | 1  | 1    |

## プログラム使用曲
| シーズン  | SP | FS | EX                                                            |
| --------- | --- | --- | ------------------------------------------------------------- |
| 2015-2016 | Straight to Memphis 曲：クラブ・デ・ベルーガ 振付：マキシム・スタビスキー                                   | 映画『気狂いピエロの決闘』より ボーカル：ラファエル 振付：マキシム・スタビスキー |                                                               |
| 2014-2015 | クライ・ミー・ア・リヴァー 作曲：アーサー・ハミルトン ボーカル：マイケル・ブーブレ 振付：タチアナ・タラソワ | パガニーニの主題による狂詩曲 作曲：セルゲイ・ラフマニノフ 振付：アレクサンドル・ウスペンスキー |                                                               |
| 2013-2014 | フラメンコ 振付：ジェフリー・バトル                                                                         | 映画『アンナ・カレーニナ』サウンドトラックより 作曲：ダリオ・マリアネッリ 振付：ユーリ・スメカロフ |                                                               |
| 2012-2013 | ハイランダー （Lamentations） 曲：Marimuz 振付：デヴィッド・ウィルソン                                      | ベートーヴェンの5つの秘密 作曲：ワンリパブリック 編曲：ザ・ピアノ・ガイズ 振付：トム・ディクソンザ・デーモン - 映画『華氏451』より プレリュード - 映画『インタビュー・ウィズ・ヴァンパイア』より ルイスズ・リヴェンジ＆サンティアゴズ・ワルツ - 映画『ドラキュラ』より - 映画『レッド・バイオリン』より 振付：トム・ディクソン | 屋根の上のバイオリン弾き 編曲：ジョン・ウィリアムズ           |
| 2011-2012 | セントルイス・ブルース 振付：トム・ディクソン                                                               | ザ・デーモン - 映画『華氏451』より プレリュード - 映画『インタビュー・ウィズ・ヴァンパイア』より ルイスズ・リヴェンジ＆サンティアゴズ・ワルツ - 映画『ドラキュラ』より - 映画『レッド・バイオリン』より 振付：トム・ディクソン                                                                                                 | Fantasy On Iceスザンナ ボーカル：アドリアーノ・チェレンターノ |
| 2010-2011 | ピンク・フロイドセレクション - マネー - 虚空のスキャット 振付：ゲオルギ・コフトゥン                         | バレエ音楽『ボルト』より 作曲：ドミートリイ・ショスタコーヴィチ 振付：ゲオルギ・コフトゥン | スザンナ ボーカル：アドリアーノ・チェレンターノ               |
| 2009-2010 | アルビノーニのアダージョ 作曲：レモ・ジャゾット                                                             | The Mirror - Narcissus （Whisper From The Mirror） 作曲：松居慶子 | マイケル・ジャクソンメドレー                                  |
| 2008-2009 | 映画『Mr.&Mrs. スミス』より アサシンズ・タンゴ 作曲：ジョン・パウエル                                       | The Mirror - Narcissus （Whisper From The Mirror） 作曲：松居慶子 | アルビノーニのアダージョ 作曲：レモ・ジャゾット               |
| 2007-2008 | タンゴ・フラメンコ 作曲：パコ・デ・ルシア                                                                   | 映画『ロミオとジュリエット』より 作曲：ニーノ・ロータ | プレスリーメドレー                                            |